# Görlevstenarna
Görlevstenarna är två runstenar som står inne i Görlevs kyrka, Görlevs socken och Görlevs kommun, numera Kalundborgs kommun på Själlands västkust i Danmark.

## Den tidiga Görlevstenen

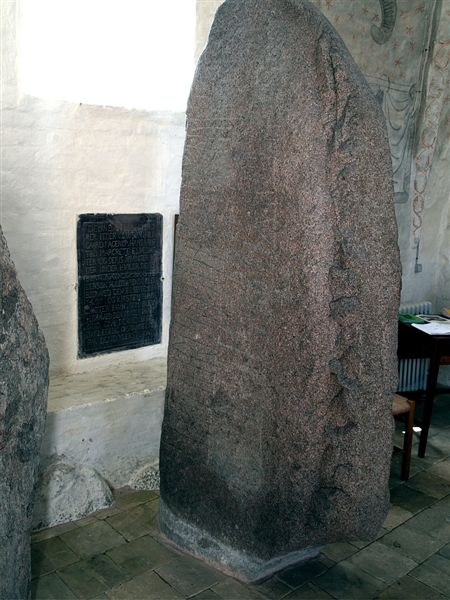
Görlevstenen 1.

Den först återfunna Görlevsstenen är av vikingatida ursprung, daterad till början av 800-talet. Den står i vapenhuset där den blev funnen en majdag 1921 av en murare som skulle bygga en ny trappa. Under vapenhusets dörr fann han en stor sten med "mystiska tecken". Nationalmuseet i Köpenhamn blev uppmärksammat om fyndet och det blev snabbt klart att det var en viktig upptäckt för språkforskare och historiker. Inskriften innehåller nämligen ett komplett runalfabet (futhark) från tidig vikingatid, något som bidrog till förståelsen av uppkomsten av den vikingatida 16-typiga futharken. Runstenens höjd är cirka 220 cm, bredd cirka 75 cm. 

### Inskriften
Sida A - första linjen:
þiauþui : risþi : stinþąnsi : aftuþinkaur
Tjodvi reste denna sten efter Odinkar
Sida A - andra linjen:
fuþarkhniastbmlʀ : niutualkums
fuþarkhniastbmlʀ, njut kumlet väl
Sida B - första linjen:
þmkiiissstttiiilll : iaksatarunarit
tistel, mistel, kistel; jag satte runorna rätt.
Sida B - andra linjen:
kuniarmutʀkrub
Gunne, Armod, Krub

## Den senare Görlevstenen

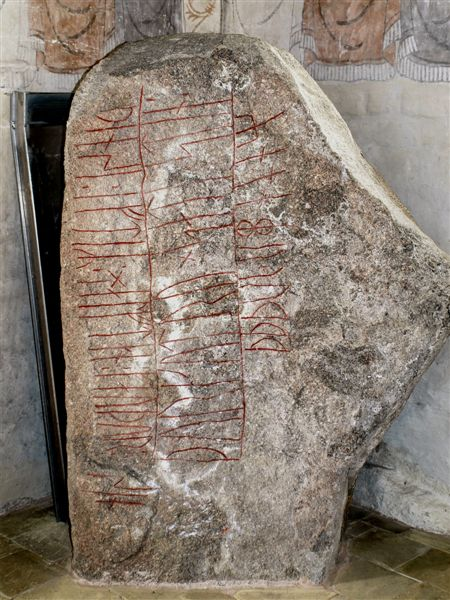
Görlevstenen 2.

Den senare återfunna Görlevstenen hittades 1965 under kyrktornet i Görlev. Stenen dateras till 1000-talet. Till höger om begynnelseraden finns det en serie tecken som varken är runor eller något annat känt alfabet. Stenen är cirka 160 cm hög och 100 cm bred. 

### Inskriften
Första linjen:
þurkutru × sati : stin
Thorgot satte sten
Andra linjen:

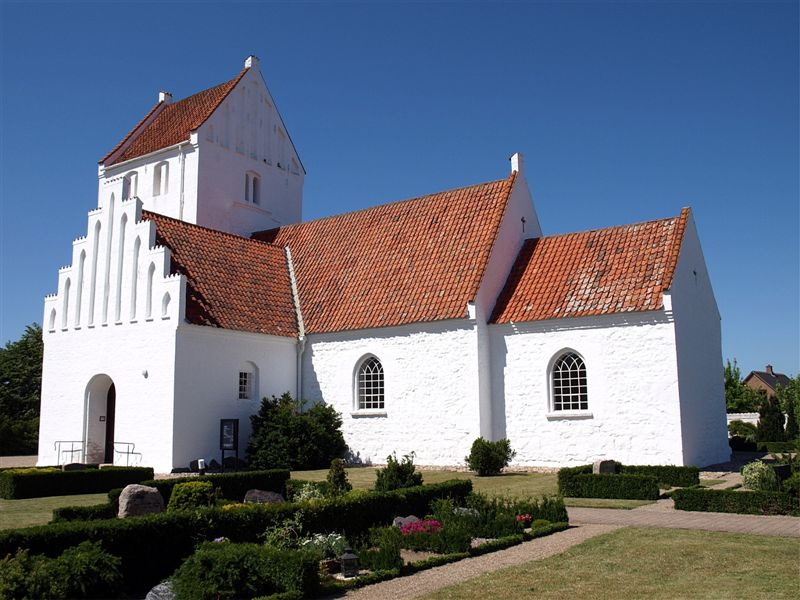
Görlevs kyrka där stenarna förvaras

þinsi : aftiʀ halftan ⁓ fauþur : sin
denna efter Halvdan, fader sin
Tredje linjen:
þþþuuu?nnn?
[Bokstavsmagi]